# 54 Piscium
54 Piscium (Gliese 27) is een dubbelster van het type K en een bruine dwerg, gelegen in het sterrenbeeld Vissen op 36,23 lichtjaar van de Zon. De ster heeft een baansnelheid rond het galactisch centrum van 45,5 km/s.